# San Miguel (Iloilo)
Pour les articles homonymes, voir San Miguel.
San Miguel est une municipalité de la province d'Iloilo, aux Philippines. En 2015, la localité compte 27 686 habitants.